# Okręg Ajaccio
Okręg Ajaccio (fr. Arrondissement d'Ajaccio) – okręg Francji na Korsyce. Populacja wynosi 84 900.

## Podział administracyjny
W skład okręgu wchodzą następujące kantony:
- Ajaccio-1
- Ajaccio-2
- Ajaccio-3
- Ajaccio-4
- Ajaccio-5
- Ajaccio-6
- Ajaccio-7
- Bastelica
- Celavo-Mezzana
- Cruzini-Cinarca
- Deux-Sevi
- Deux-Sorru
- Santa-Maria-Siché
- Zicavo